# Dalaman Çayı
Der Dalaman Çayı ist ein Fluss in der Südwest-Türkei, in der Antike genannt altgriechisch Ινδός Indos (m. sg.) (latinisiert Indus).
Der Dalaman Çayı entspringt im Gebirgszug Yaylacık Dağı im West-Taurus. Er fließt anfangs als Horzum Çayı in nördlicher Richtung. Am Oberlauf befindet sich die Yapraklı-Talsperre. Er fließt östlich an Gölhisar vorbei und wendet sich allmählich nach Nordnordwest. Bei der Siedlung Bedirbey biegt er scharf nach Südsüdwest ab.
Er durchfließt den Landkreis Acıpayam der Provinz Denizli.
Bei der Siedlung Yolçatı mündet der Hüsniye Çayı linksseitig in den Fluss. Im Unterlauf durchschneidet der Dalaman Çayı das Gebirge und weist zahlreiche Stromschnellen auf. Ein etwa 20 km langer Flussabschnitt ist ein beliebtes Ziel für Rafting-Touren. Der Schwierigkeitsgrad liegt bei III–IV. Kurz vor Verlassen des Berglands wird der Fluss von der Akköprü-Talsperre zu einem Stausee aufgestaut. Schließlich erreicht der Dalaman Çayı die Küstenebene und mündet bei Dalaman ins Mittelmeer. Die Gesamtlänge des Dalaman Çayı beträgt 229 km. Sein Einzugsgebiet umfasst etwa 5250 km². Der mittlere Abfluss beträgt 56 m³/s.
Dieser Indus war die Grenze zwischen Karien und Lykien.